# کبزن
کبزن (به لاتین: Kebezen) یک منطقهٔ مسکونی در روسیه است که در جمهوری آلتای واقع شده‌است.